# جينا روسيرو
جينا روسيرو (من مواليد 1983) عارضة أزياء فلبينية أمريكية متحولين جنسياً ومتحدثة TED وداعية لمغايري الهوية الجنسانية ومقرها مدينة نيويورك. روسيرو هو مؤسس Gender Proud ، وهي شركة إنتاج إعلامي تروي قصص مجتمع المتحولين جنسياً في جميع أنحاء العالم لرفع العدالة والمساواة. تحدث روسيرو عن الحقوق العابرة في الأمم المتحدة، والمنتدى الاقتصادي العالمي، والبيت الأبيض.